# Arrêt Simmenthal
L'arrêt rendu le 9 mars 1978 dans l'affaire Administration des finances de l'État contre Société anonyme Simmenthal (Demande de décision préjudicielle: Pretura di Susa, Italie. Non-application par le juge national d'une loi contraire au droit communautaire) (affaire 106/77) par la Cour de justice des Communautés européennes (ou CJCE) pose le principe selon lequel la primauté du droit communautaire s'exerce même vis-à-vis d'une loi nationale postérieure.
Les juridictions nationales doivent assurer la primauté du droit communautaire sur les droits nationaux. 
Le juge national chargé d'appliquer, dans le cadre de sa compétence, les dispositions du droit communautaire, a l'obligation d'assurer le plein effet de ces normes les faisant au besoin passer avant toute disposition contraire qui se retrouve dans la législation nationale. Cela implique qu'il écarte l'application de toute disposition nationale contraire au droit communautaire, sans devoir attendre son abrogation par le législateur ou une déclaration d'inconstitutionnalité émanant d'autres organes.

## Faits
En 1973, Simmenthal, société importatrice de viande bovine, a dû, lors d'un contrôle sanitaire de viande de bœuf importée en Italie depuis la France, verser une taxe d'un montant de 581 480 lires.
Le juge italien a posé une question préjudicielle à la CJCE afin de pouvoir juger de la compatibilité de cette taxe avec le droit communautaire, notamment le règlement du Conseil n° 805/68 du 27 juin 1968. À la suite de la réponse donnée par la Cour dans son arrêt 35/76, le juge estimant la taxe incompatible avec le droit communautaire a adressé une injonction de restitution à l'administration italienne qui a fait opposition.
Ce conflit entre le droit communautaire et une loi nationale postérieure devait, en accord avec la jurisprudence de la Cour constitutionnelle italienne, être soumis à la Cour constitutionnelle : le juge ne pouvait décider lui-même de l'incompatibilité de la loi contestée avec la norme constitutionnelle.

## Questions préjudicielles posées
Le juge italien va poser deux questions préjudicielles à la Cour de justice :
1. L'applicabilité directe d'une norme de droit communautaire a-t-elle pour conséquence que toute disposition nationale ultérieure contraire à cette norme devra être considérée de plein droit comme inapplicable, sans qu'il soit nécessaire d'attendre leur élimination par le législateur national lui-même (abrogation) ou par d'autres organes constitutionnels (déclaration d'inconstitutionnalité) ?
2. Dans la négative, cette abrogation doit-elle être dans tous les cas assortie d'une rétroactivité pleine et entière de façon à éviter que les droits subjectifs ne subissent un préjudice quelconque ?

## Réponse de la Cour
La Cour répond « oui » à la première question. En effet, le contraire reviendrait à nier le caractère effectif d'engagements inconditionnellement et irrévocablement assumés par les États membres, en vertu du traité, et mettrait ainsi en question les bases mêmes de la Communauté.
Le juge devra laisser « inappliquée toute disposition éventuellement contraire de la loi nationale, que celle-ci soit antérieure ou postérieure à la règle communautaire » (§ 21).
À la suite de cette réponse, la deuxième question est devenue sans objet.